# Edward Cardwell (1er vicomte Cardwell)
Pour les articles homonymes, voir Edward Cardwell et Cardwell.
Edward Cardwell (24 juillet 1813-15 février 1886), 1er vicomte Cardwell, est un homme politique britannique connu pour les profondes réformes qu'il introduit dans l'armée britannique durant son mandat de secrétaire d'État à la Guerre entre 1868 et 1874.

## Biographie
Né en 1813 dans la famille aisée d'un marchand de Liverpool, Cardwell fait ses études au Balliol College de l'université d'Oxford dont il est diplômé en 1835. En 1838, il épouse Annie Parker mais ils n'ont aucun enfant. Il devient avocat la même année mais se tourne rapidement vers la politique et devient député de Clitheroe à la Chambre des communes. Il devient alors le protégé du premier ministre Robert Peel qui le nomme secrétaire financier du Trésor dans son gouvernement. Comme son mentor, il demande l'abrogation des Corn Laws et cela l'éloigne du parti conservateur. En 1847, il est élu député de Liverpool ; il perd son siège cinq années plus tard mais obtient celui d'Oxford qu'il conserve jusqu'en 1874.
En 1852, il intègre le gouvernement de coalition de Lord Aberdeen en devenant président de la Chambre de Commerce. Il rompt définitivement avec le parti conservateur à la fin de la décennie et devient secrétaire en chef pour l'Irlande dans le gouvernement de Lord Palmerston en 1859 puis chancelier du duché de Lancastre en 1861 et enfin secrétaire d'État aux Colonies en 1864. Il quitte ses fonctions deux années plus tard avec le retour au pouvoir des conservateurs menés par Lord Derby mais l'écrasante victoire des libéraux en 1868 lui permet de devenir secrétaire d’État à la Guerre dans l'administration Gladstone.
À ce poste, il introduit d'importantes réformes destinées à moderniser l'armée britannique et à répondre à la menace de l'armée allemande qui a vaincu l'Autriche et la France grâce à la supériorité de son entraînement, de son encadrement et de son matériel. Cardwell améliore ainsi les conditions de vie des soldats en abolissant les châtiments corporels, en améliorant les soldes et en réduisant la durée du service. Il s'attaque également à l'achat des commissions qui permet aux plus riches de former la quasi-totalité des officiers supérieurs et impose un système de promotion basé sur le mérite. Du point de vue de l'armement, il fait adopter le fusil Martini-Henry qui accompagne l'expansion de l'Empire britannique jusqu'au début du XXe siècle. Par ailleurs, il réorganise la formation des unités en faisant que toutes les recrues d'une région combattent dans le même régiment afin de renforcer l'esprit de corps et de faciliter le recrutement. Bien que ces réformes aient été incomplètes et imparfaitement appliquées, le maréchal Garnet Joseph Wolseley indique que Cardwell méritait plus que quiconque que l'on se souvienne de lui.
Après le retour aux affaires des conservateurs menés par Benjamin Disraeli en 1874, Cardwell quitte ses fonctions et est fait vicomte. Malade, il quitte la politique et continue occasionnellement à prendre la parole publiquement. Il meurt dans sa résidence de Torquay le 15 février 1886 et est inhumé dans le cimetière de Highgate. Il a donné son nom à plusieurs localités telles la paroisse de Cardwell au Canada ou la ville de Cardwell en Australie.